# Lemat Neymana-Pearsona
Lemat Neymana-Pearsona – twierdzenie z obszaru statystyki opublikowane przez Jerzego Neymana i Egona Pearsona w 1933. Stanowi – w amalgamacie z wcześniejszą propozycją Ronalda Fishera – jedną z podstaw procedury weryfikacji hipotez w podejściu częstościowym.

## Kontekst i motywacja
Procedura testowa zaproponowana przez Fishera w 1925 miała następującą postać:
1. Wybierz hipotezę zerową {\displaystyle H_{0}.} Nie musi ona zakładać zerowego efektu, tylko taki jaki chcesz sfalsyfikować.
2. Wykonaj obserwację i przedstaw jej surową wartość {\displaystyle p.} Oceń na tej podstawie wartość dowodową danych według własnych kryteriów.
3. Korzystaj z tej procedury tylko jeśli badasz słabo znany obszar i nie masz lepszych narzędzi.

Neyman i Pearson uznali tę propozycję za niesatysfakcjonującą z szeregu powodów, i pracowali nad przedstawionym poniżej alternatywnym podejściem:
1. Wybierz dwie hipotezy, które chcesz porównać: {\displaystyle H_{1}} i {\displaystyle H_{2},} oraz dostosowane do konkretnego problemu dopuszczalne ryzyko błędów pierwszego rodzaju {\displaystyle \alpha } i drugiego rodzaju {\displaystyle \beta .} Wykonaj na ich podstawie analizę kosztów w celu wybrania optymalnego testu i wielkości próby dla rozstrzygania pomiędzy hipotezami na wybranym poziomie błędów.
2. Jeśli zaobserwowane dane spełniają kryterium odrzucenia {\displaystyle H_{1},} postępuj tak jakby {\displaystyle H_{2}} była prawdziwa; w przeciwnym razie postępuj tak, jakby prawdziwa była {\displaystyle H_{1}.}
3. Procedura ta nie rozstrzyga o prawdziwości hipotez, ale pozwala w długim horyzoncie czasowym utrzymywać ryzyko błędów w założonych granicach. Jest odpowiednia tylko do zastosowań, w których można jasno określić {\displaystyle \alpha } i {\displaystyle \beta ,} a {\displaystyle H_{1}} i {\displaystyle H_{2}} dają rozbieżne przewidywania.

Lemat Neymana-Pearsona jest matematyczną formalizacją i dookreśleniem pierwszego punktu, opisując metodę konstrukcji optymalnego warunku krytycznego dla przyjętych {\displaystyle \alpha } i {\displaystyle \beta .}
Autorzy obu procedur dopracowywali je z biegiem lat i pozostawali w sporze o ich filozoficzne i praktyczne aspekty do końca życia. Po 1940 r. oba podejścia zaczęły być, wbrew wypowiedziom ich twórców, łączone w podręcznikach w coraz bardziej hybrydową i uproszczoną postać, i przedstawiane przy pomocy języka sugerującego, że pojedyncze wyniki mogą być używane do wyciągania wniosków o subiektywnym prawdopodobieństwie hipotez. Ma ona następującą formę – w krytycznym omówieniu Gigerenzera:
1. Przyjmij hipotezę zerową {\displaystyle H_{0},} która zakłada zerowy efekt (brak różnic lub korelacji). Nie potrzebujesz określać żadnych szczegółów własnej hipotezy badawczej.
2. Przyjmij ryzyko błędów pierwszego rodzaju {\displaystyle \alpha } na poziomie istotności 5% i wykonaj test {\displaystyle H_{0}.} Jeśli wartość p przekroczy {\displaystyle \alpha ,} uznaj swoją hipotezę badawczą za potwierdzoną. Zależnie od wartości {\displaystyle p,} możesz przedstawić wyniki jako „istotne” na poziomie {\displaystyle p<0{,}05,} {\displaystyle p<0{,}01} lub {\displaystyle p<0{,}001.}
3. Stosuj tę procedurę do wszystkich zastosowań.

Ta ostatnia metoda stała się w drugiej połowie XX wieku stosowaną powszechnie, i jest w ocenie m.in. Gigerenzera czy Cohena, „bezmyślnym rytuałem”, używanym zbyt często do celów, do których nie została nigdy przeznaczona ani uprawomocniona.

## Intuicja

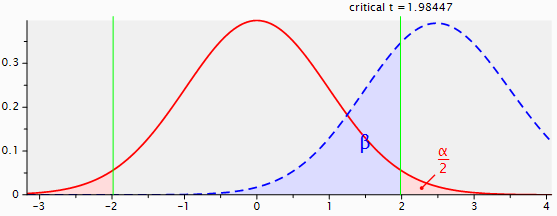
Rozkłady prawdopodobieństwa dla statystyki testowej w hipotezie zerowej i alternatywnej, w teście t dla dwóch grup niezależnych, przy N=100, d=0,5 i dwustronnym α=0,05, co oznacza poziom β≈0,3 (moc statystyczną ok. 70%).

Neyman i Pearson jasno odcięli się od kwestii bezpośredniej oceny hipotez, stwierdzając że „żaden test oparty na teorii prawdopodobieństwa nie może sam w sobie stanowić wartościowego dowodu prawdziwości lub fałszywości hipotez”. Uznali, że są natomiast w stanie formalnie opisać reguły decyzyjne, które pozwalają przynajmniej na długoterminowe unikanie błędów.
Ich propozycja opiera się na założeniu, że {\displaystyle H_{1}} i {\displaystyle H_{2}} prognozują różne rozkłady badanego parametru w populacji, oraz że próby mogą być z niej pobierane wielokrotnie. Reguły prawdopodobieństwa uzasadniają wówczas oczekiwanie, że w długim okresie próby odzwierciedlą leżący u ich podłoża prawdziwy rozkład. Definiują następnie test statystyczny jako regułę rozstrzygającą pomiędzy hipotezami na podstawie tego, czy próba leży w krytycznym regionie rozkładu który jest zdecydowanie bardziej prawdopodobny dla jednej z nich. To, co badacz uzna za krytyczny region, zależy w ujęciu Neymana i Pearsona od konieczności balansowania ryzyka błędów {\displaystyle \alpha } i {\displaystyle \beta }.
Ujęcie to wyznacza cztery podstawowe możliwości – dwa trafne rozpoznania i dwa błędy – odpowiadające przyjęciu:
- prawdziwej hipotezy {\displaystyle H_{1},}
- fałszywej hipotezy {\displaystyle H_{1}} (błąd pierwszego rodzaju, którego ryzyko to {\displaystyle \alpha }),
- prawdziwej hipotezy {\displaystyle H_{2},}
- fałszywej hipotezy {\displaystyle H_{2}} (błąd drugiego rodzaju, którego ryzyko to {\displaystyle \beta }).

W tym zakresie w jakim rozkłady pokrywają się, istnieje niebezpieczeństwo że próba pochodząca z jednego z nich może zostać omyłkowo przypisana drugiemu. Lemat dowodzi, że sensowny („najlepszy”) region krytyczny leży na tym zakresie, „na skraju” rozkładów. Ceteris paribus, {\displaystyle \alpha } i {\displaystyle \beta } wykluczają się – zmiana regionu krytycznego która zwiększa jedno z nich, musi zmniejszać drugie. Najlepszy obszar krytyczny można więc określić jako {\displaystyle \alpha } szerokości o minimalnym prawdopodobieństwie z jednego rozkładu, który wyznacza jednocześnie analogiczne {\displaystyle \beta } szerokości drugiego – niezależnie od tego jakie konkretnie {\displaystyle \alpha } zostało wybrane.
Powyższa konstrukcja regionu krytycznego stanowi podstawę testu statystycznego o najwyższej mocy. Można go zrealizować ilorazem funkcji wiarygodności danych przy założeniu obu rozkładów, rozstrzygającym na korzyść jednego z nich zależnie od tego, czy plasuje próbę w obszarze krytycznym. Jeśli przyjęto trafny model statystyczny do określania wiarygodności, a próby są losowe, to decyzje oparte na rezultatach takiego testu asymptotycznie (w liczbie prób zmierzającej do nieskończoności) prowadzą do błędów jedynie z przyjętymi nominalnymi poziomami ryzyka.
W uproszczeniu, lemat sprowadza się do tego, że region krytyczny testu powinien leżeć „na skraju” rozkładów. Jego historyczne znaczenie polega też na ogólnym przedstawieniu podejścia Neymana i Pearsona do testów, oraz opracowaniu zagadnienia mocy testu we wnioskowaniu statystycznym.

## Lemat
Poniższa ekspozycja lematu Neymana-Pearsona oparta jest na jego prezentacji w podręczniku Mooda, Graybilla i Boesa.
Niech {\displaystyle X} będzie próbą losową z funkcji {\displaystyle f(x;\theta )} na mierze prawdopodobieństwa {\displaystyle \mu ,} gdzie hipotetyczny parametr {\displaystyle \theta } przyjmuje jedną z dwóch znanych wartości {\displaystyle \theta _{0}} lub {\displaystyle \theta _{1},} a {\displaystyle \alpha } stałą z przedziału {\displaystyle 0<\alpha <1.} Niech {\displaystyle k^{*}} będzie dodatnią stałą, a region krytyczny {\displaystyle C^{*}} podzbiorem całej przestrzeni probabilistycznej {\displaystyle \chi ,} które spełniają warunki:
1. {\displaystyle P_{\theta _{0}}{\big [}X\in C^{*}{\big ]}=\alpha ,}
2. {\displaystyle \lambda ={\frac {L(\theta _{0};X)}{L(\theta _{1};X)}}={\frac {L_{0}}{L_{1}}}\leqslant k^{*}} jeśli {\displaystyle X\in C^{*}} oraz {\displaystyle \lambda \geqslant k^{*}} jeśli {\displaystyle X\in {\overline {C}}^{*}.}

Wówczas test {\displaystyle \mathrm {T} ^{*}} odpowiadający regionowi krytycznemu {\displaystyle C^{*}} jest testem hipotez {\displaystyle H_{0}:\theta =\theta _{0}} i {\displaystyle H_{1}:\theta =\theta _{1}} o największej mocy {\displaystyle (1-\beta )} przy danym {\displaystyle \alpha .}
Dla przypomnienia, wiarygodność to w tym przypadku całkowite prawdopodobieństwo danych obserwacji przy prawdziwości konkretnego parametru: {\displaystyle L_{j}=L(\theta _{j};X)=\prod _{i=1}^{n}f(x_{i};\theta _{j})} dla {\displaystyle j\in (0,1),} a {\displaystyle {\overline {C}}^{*}} to dopełnienie zbioru: {\displaystyle {\overline {C}}^{*}=\chi -C^{*}.}

### Dowód
Przyjmijmy, że {\displaystyle k^{*}} i {\displaystyle C^{*}} spełniające warunki 1 i 2 istnieją. Jeśli nie ma żadnego innego testu o istotności {\displaystyle \alpha } lub niższej, {\displaystyle \mathrm {T} ^{*}} jest automatycznie testem o najwyższej mocy. Załóżmy, że istnieje alternatywny test {\displaystyle \mathrm {T} } o takiej istotności istnieje, z regionem krytycznym {\displaystyle C{:}} {\displaystyle P_{\theta _{0}}{\big [}X\in C{\big ]}\leqslant \alpha .} Dowód wymaga wykazania, że nie ma wyższej mocy, {\displaystyle \pi _{\mathrm {T} ^{*}}\geqslant \pi _{\mathrm {T} }.}
Kroki dowodu wykorzystują wiele wzajemnych relacji zbiorów {\displaystyle C^{*}} i {\displaystyle C,} w związku z czym w podążaniu za nim może być pomocne odwoływanie się do ich prostego diagramu Venna.
Przyjmijmy, że dla każdego podzbioru {\displaystyle R\in \chi } oraz {\displaystyle j\in (0,1)} będziemy zapisywać następujące całki wielokrotne dla skrótu w następujący sposób:
{\displaystyle \int \limits _{R}\dots \int \left[\prod _{i=1}^{n}f(x_{i};\theta _{j})\right]=\int _{R}L_{j}.}
Udowodnienie że {\displaystyle \pi _{\mathrm {T} ^{*}}\geqslant \pi _{\mathrm {T} }} jest równoważne wykazaniu, że {\displaystyle \int _{C^{*}}L_{1}\geqslant \int _{C}L_{1}.} Następnie:
{\displaystyle \int _{C^{*}}L_{1}-\int _{C}L_{1}=\int _{C^{*}{\overline {C}}}L_{1}-\int _{C{\overline {C}}^{*}}L_{1}\geqslant {\frac {1}{k^{*}}}\int _{C^{*}{\overline {C}}}L_{0}-{\frac {1}{k^{*}}}\int _{C{\overline {C}}^{*}}L_{0},}
ponieważ dla regionu krytycznego {\displaystyle C^{*},} i stąd także dla {\displaystyle C^{*}{\overline {C}}{:}}
{\displaystyle L_{1}\geqslant {\frac {L_{0}}{k^{*}}},}
a dla dopełnienia regionu, {\displaystyle {\overline {C}}^{*},} czyli także dla {\displaystyle C{\overline {C}}^{*}{:}}
{\displaystyle L_{1}\leqslant {\frac {L_{0}}{k^{*}}}} oraz {\displaystyle -L_{1}\geqslant -{\frac {L_{0}}{k^{*}}}.}
Jednakże:
{\displaystyle {\begin{aligned}&{\frac {1}{k^{*}}}\left(\int _{C^{*}{\overline {C}}}L_{0}-\int _{C{\overline {C}}^{*}}L_{0}\right)\\={}&{\frac {1}{k^{*}}}\left(\int _{C^{*}{\overline {C}}}L_{0}+\int _{C^{*}C}L_{0}-\int _{C^{*}C}L_{0}-\int _{C{\overline {C}}^{*}}L_{0}\right)\\={}&{\frac {1}{k^{*}}}\left(\int _{C^{*}}L_{0}-\int _{C}L_{0}\right)\\={}&{\frac {1}{k^{*}}}(\alpha -\alpha _{\mathrm {T} ^{*}})\geqslant 0\end{aligned}}}
co pozwala na konkludowanie dowodu:
{\displaystyle \int _{C^{*}}L_{1}-\int _{C}L_{1}\geqslant 0.}